# La Celle-Guenand
La Celle-Guenand és un municipi francès, situat al departament de l'Indre i Loira i a la regió de Centre – Vall del Loira. L'any 2007 tenia 378 habitants.

## Demografia

### Població
El 2007 la població de fet de La Celle-Guenand era de 378 persones. Hi havia 137 famílies, de les quals 46 eren unipersonals (27 homes vivint sols i 19 dones vivint soles), 53 parelles sense fills, 30 parelles amb fills i 8 famílies monoparentals amb fills.
La població ha evolucionat segons el següent gràfic:
Habitants censats

### Habitatges
El 2007 hi havia 216 habitatges, 140 eren l'habitatge principal de la família, 53 eren segones residències i 23 estaven desocupats. 209 eren cases i 5 eren apartaments. Dels 140 habitatges principals, 112 estaven ocupats pels seus propietaris, 25 estaven llogats i ocupats pels llogaters i 3 estaven cedits a títol gratuït; 4 tenien una cambra, 11 en tenien dues, 22 en tenien tres, 42 en tenien quatre i 61 en tenien cinc o més. 112 habitatges disposaven pel capbaix d'una plaça de pàrquing. A 61 habitatges hi havia un automòbil i a 64 n'hi havia dos o més.

### Piràmide de població
La piràmide de població per edats i sexe el 2009 era:
| Homes | Edats   | Dones |
| ----- | ------- | ----- |
| 0     | 95 o +  | 0     |
| 20    | 90 a 94 | 12    |
| 8     | 85 a 89 | 12    |
| 4     | 80 a 84 | 4     |
| 4     | 75 a 79 | 16    |
| 12    | 70 a 74 | 0     |
| 12    | 65 a 69 | 20    |
| 16    | 60 a 64 | 16    |
| 0     | 55 a 59 | 8     |
| 20    | 50 a 54 | 12    |
| 16    | 45 a 49 | 20    |
| 8     | 40 a 44 | 8     |
| 12    | 35 a 39 | 12    |
| 4     | 30 a 34 | 4     |
| 8     | 25 a 29 | 8     |
| 4     | 20 a 24 | 8     |
| 12    | 15 a 19 | 8     |
| 8     | 10 a 14 | 12    |
| 0     | 5 a 9   | 12    |
| 0     | 0 a 4   | 8     |

## Economia
El 2007 la població en edat de treballar era de 201 persones, 138 eren actives i 63 eren inactives. De les 138 persones actives 124 estaven ocupades (70 homes i 54 dones) i 14 estaven aturades (4 homes i 10 dones). De les 63 persones inactives 36 estaven jubilades, 6 estaven estudiant i 21 estaven classificades com a «altres inactius».

### Ingressos
El 2009 a La Celle-Guenand hi havia 140 unitats fiscals que integraven 297,5 persones, la mediana anual d'ingressos fiscals per persona era de 15.061 €.

### Activitats econòmiques
Dels 12 establiments que hi havia el 2007, 3 eren d'empreses de construcció, 3 d'empreses de comerç i reparació d'automòbils, 1 d'una empresa de transport, 1 d'una empresa d'hostatgeria i restauració, 1 d'una empresa de serveis, 2 d'entitats de l'administració pública i 1 d'una empresa classificada com a «altres activitats de serveis».
Dels 4 establiments de servei als particulars que hi havia el 2009, 1 era una oficina de correu, 2 paletes i 1 empresa de construcció.
Dels 2 establiments comercials que hi havia el 2009, 1 era una botiga de més de 120 m² i 1 una joieria.
L'any 2000 a La Celle-Guenand hi havia 25 explotacions agrícoles que ocupaven un total de 1.677 hectàrees.

## Equipaments sanitaris i escolars
El 2009 hi havia una escola maternal integrada dins d'un grup escolar amb les comunes properes formant una escola dispersa.

## Poblacions més properes
El següent diagrama mostra les poblacions més properes.